# Peace and Freedom Party
Partiet Peace and Freedom Party (förkortning PFP) är ett registrerat mindre politiskt parti i Kalifornien, USA. Partiet förespråkar feminism och socialism. Trots att de första kandidaterna fanns med på valsedlarna under 1966 så var inte partiet landsomfattande förrän 1967 som en vänsterorganisation som var emot Vietnamkriget. 

## Åsikter
Från början har partiet stått till vänster om mitten. De förespråkar en kraftigare miljövänlig politik, och rätten till nationellt självbestämmande och personlig frihet samt gratis utbildning och sjukvård. Partiet har förespråkat feminism och socialism sedan 1974. De förespråkar en socialistisk ekonomi, där industri, finans och resurser ägs av folket i helhet och som demokratiskt sköts av människor som arbetar där.

## Organisation
PFP styrs av dess delstatliga centralkommitté och lokala centralkommittéer. Centralkommittéerna väljs direkt, och varje medlem är valbar. Centralkommittéerna kan också tillsätta personer som vill bli aktiva i partiet. 

## Historia

### Bildande
Partiet organiserade sig den 23 juni 1967 av aktivister inom arbetarrörelsen, medborgarrättsrörelsen och antikrigsrörelsen. Den första registreringkampanjen skedde under en demonstration mot Lyndon Johnson i Los Angeles. 
På grund av namnlikheten förväxlas PFP ofta med Internationella kvinnoförbundet för fred och frihet som är en antikrigsorganisation. Medan många som är med inom PFP är med i WILPF, är de två inte samma organisation och har inte haft något historiskt samarbete.
PFP växte ut ur den utspridda missnöjet mot det Demokratiska partiets stöd för Vietnamkriget och dess misslyckande att ge effektivt stöd åt medborgarrättsrörelsen. 
Under 1966 fanns det tre kandidater till den amerikanska kongressen från partiet.

### Valet 1968
Under 1968 registrerade PFP över 105 000 väljare och blev ett valbart parti i Kalifornien. Senare kunde man rösta på partiet i 13 delstater. 
PFP nominerade kandidater till valet av president och vice president 1968. Eldridge Cleaver nominerades till president. Han var en före detta brottsling och en medlem i svarta pantrarna, och kunde inte väljas på grund av att han endast var 34 år.
Ett antal olika människor gick med PFP under dess första val. Bob Avakian blev talesman för partiet i San Francisco. Men det fanns en sorts inre konflikt mellan marxisterna och liberalerna inom partiet.
Valet blev relativt lyckat. Cleaver fick 47 097 röster. Trots att PFP inte var registrerad i Kalifornien och Utah fick de ändå 27 887 röster. Totalt fick PFP 111 607 röster. 

### Folkets Parti och PFP
Efter valet 1968 började partiet att söndras. Under 1970-talet kunde man rösta på PFP men partiet stödde Folkets Parti. 

### På senare tid
Under 1998 lyckades PFP inte komma över 2 %-spärren i valen, så man kunde inte rösta på dem mer. De kom tillbaka under 2003. De föll återigen under gränsen under 2006. Men den 7 november 2006 fick PFP återigen över 2 % röstmässigt, och kunde röstas på under följande fyra åren. 
I presidentvalen 2004, 2008, 2012 och 2016 var partiets presidentkandidater Leonard Peltier, Ralph Nader, Roseanne Barr. och Gloria La Riva, som också var nominerad av Party for Socialism and Liberation.